# Gonophora sundaica
Gonophora sundaica es una especie de insecto coleóptero de la familia Chrysomelidae.
Fue descrita científicamente en 1910 por Gestro.